# Bonpala
La Bonpala est une race de mouton domestique originaire d'Inde. Race principale de l'état de Sikkim, elle est élevée pour sa viande et sa laine.

## Origine et distribution

État de Sikkim, zone de présence de la race Bonpala.

La Bonpala est proche des moutons tibétains et plus particulièrement de la Baruwal, une race népalaise. Elle est aussi appelée Gharpala. Présente dans tout l'état de Sikkim, elle est la race la plus importante de la région.

## Description
C'est un mouton recouvert d'une toison de laine blanche, pie ou noire. Celle-ci est absente sous le ventre et sur les pattes. Le bélier mesure en moyenne 75 cm au garrot pour 59 kg. La brebis, légèrement plus petite, pèse en moyenne 41 kg mais peut atteindre 51 kg. Les deux sexes portent des cornes. Elles mesurent 45 cm chez le bélier et entre 11 et 12 cm chez la brebis.

## Élevage et production
La Bonpala est élevée pour deux types de production : la viande et la laine.
La race est appréciée pour « ses performances reproductives ». Les brebis atteignent très vite leur maturité et ont leur premier agnelage vers 11-12 mois. La brebis met bas un seul agneau. Elle a très rarement des jumeaux ou des triplés.
La laine fournie est de qualité très moyenne et sert à la confection de tapis. Avec deux tontes par an, chaque individu peut fournir en moyenne 1 kg et peut atteindre 1,5 kg. La fibre atteint une longueur de 9 à 10 cm. Son diamètre varie en fonction des sources : entre 28 et 35 μ ou 54,08 μ,.

## Sauvegarde
En 2007, la FAO classe la race au statut « non menacé » et estime sa population à plus de 230 000 têtes en 2013. Mais en raison de la petite taille des troupeaux et de l’écosystème fragile de la région, elle est localement considérée comme en danger d'extinction,. 

#### Articles
- (en) P. K. Vij, M. S. Tantia et A. E. Nivsarkar, « Characteristics of Bonpala sheep », Animal Genetic Resources, vol. 22,‎ avril 1997, p. 15-18 (DOI 10.1017/S1014233900000973, lire en ligne)
- (en) A. K. Pandey, Sharma Rekha, B. Prakash et B. P. Mishra, « Genetic diversity study in Bonpala sheep breed of North-East India », Indian Veterinary Journal, vol. 86, no 2,‎ 2009, p. 151-154 (ISSN 0019-6479, lire en ligne)